# Drukarnia Banku Polskiego
Drukarnia Banku Polskiego – warszawska drukarnia działająca w latach 1827-1890.
Drukarnia pracowała głównie dla potrzeb Banku Polskiego, choć z pod jej pras wychodziły i inne druki. Była pierwszą drukarnią w której zastosowano maszynę pospieszną Koeniga i Bauera, a w 1838 prasę pospieszną produkcji angielskiej, poruszaną maszyną parową z zakładów Szteinkellera w Żorach. W latach 1837–1862 kierownikiem drukarni został Seweryn Oleszczyński, dzięki któremu udoskonalono cynkografię w zakładzie i zastosowano po raz pierwszy druk anastatyczny w 1849 roku. W 1890 roku drukarnie przejął Władysław Łazarski